# 筒井町出来町天王祭
筒井町出来町天王祭（つついちょう できまち てんのうまつり）は、愛知県名古屋市東区で毎年6月第1土曜日・日曜日の例祭日に行われる天王祭である。東区内筒井町地区で行われる天王祭（筒井町天王祭）と出来町地区で行われる天王祭（出来町天王祭）があり、両者はそれぞれ独立した祭りではあるが、日曜日午前に徳川園において両地区の計5両の山車が曳き揃えられる「徳川園山車揃え」もあるなど接点もある。
以下、本項の記述にあたっては名古屋市公式サイト内『伝統と歴史のある東区の山車』他を参照した。両天王祭を併せた表記および記述順についても名古屋市公式サイトにおける表記・記述順による。

## 概要
天王祭は牛頭天王（日本各地において須佐之男命が習合されている）を祭ることにより、疫病の流行や農作物の被害を払いのけることを祈願するものであり、これらの害が生じやすい初夏の時期に行われることが一般的である。筒井町天王祭・出来町天王祭とも名古屋地区梅雨入り前の毎年6月第1土曜日・日曜日の例祭日に行われ、名古屋地区の夏祭りの先陣を切る形となっている。
両天王祭の見ものは町内を曳き回される山車であり、筒井町天王祭では「神皇車」「湯取車」の2両が、出来町天王祭では「鹿子神車」「河水車」「王羲之車」の3両がそれぞれの町内を曳行される。また2005年11月の徳川園再開園を受け、翌2006年（平成18年）から徳川美術館前広場で行われている「徳川園山車揃え」では、両地区の5両の山車が一堂に会する。
両地区の5両の山車は、二層式でからくりを備えており外輪式の車輪が輪懸けに覆われるなど、いずれも名古屋型の山車の特徴をよく備えているものである。江戸時代に作られた神皇車・湯取車・鹿子神車・河水車の4両の山車は名古屋市の有形民俗文化財に、太平洋戦争の戦災から戦後再建された王羲之車はその人形囃子が名古屋市の無形民俗文化財に指定されている。

## 筒井町天王祭

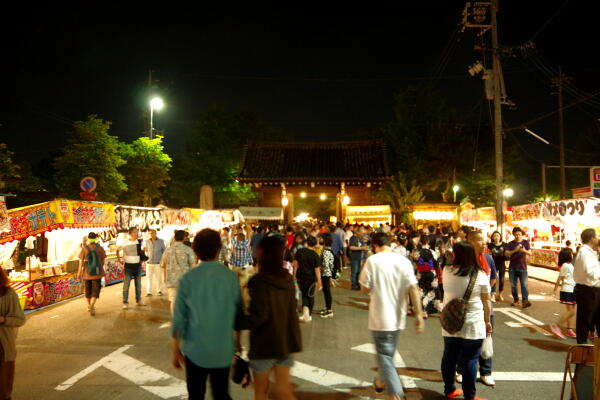
筒井町天皇祭（愛知県名古屋市東区筒井）建中寺三門前（2018年6月）

筒井町（2013年現在の筒井一丁目他）の須佐之男神社の祭礼である。建中寺門前と情妙寺前をそれぞれ本陣とする2台の山車が、神事の後町内を無病息災・家内安全を祈り奉曳する。2両の山車がそれぞれのからくりの舞を披露する「出会い」もある。宵（日没後）の奉曳では山車に提燈が灯される他、湯取車は水引幕を宵のものに変える。
また、神皇車の本陣が置かれる建中寺公園一帯には縁日の屋台が立ち賑わいをみせる。
筒井町天王祭を行う地域は、ほぼ名古屋市立筒井小学校の学区とみることができる。筒井学区は2010年（平成22年）国勢調査によると、学区の面積は0.742km2、世帯数は3956世帯、人口は7837人である。江戸時代尾張藩の頃から主に下級武士が居住していた地域であり、太平洋戦争時の空襲の被害をあまり受けなかったため逆に下級武士の屋敷町時代からの細い道幅の道路が戦後かなり経過した時期まで残っていた。
伊勢門水『名古屋祭』によると、江戸時代天保期に湯取車を情妙寺前が買い入れた際に、隣の筒井町でも他の山車を購入しようとする動きがあったが反対に遭い果たせなかったため、情妙寺前の湯取車も曳かせないようお上に働きかけたためしばらく湯取車は祭りで曳くことを止められたというエピソードが紹介されている。
※筒井学区の記述にあたっては、『名古屋の町（大字）・丁目別人口（平成22年国勢調査）』行政区別統計表を参照した。

### 筒井町天王祭の山車
| 神皇車・筒井町内にて（2012年6月） |  | 宵の部の神皇車（2018年6月） |
| 神皇車・筒井町内にて（2012年6月） |  | 宵の部の神皇車（2018年6月） |

神皇車（じんこうしゃ）
維持管理 - 筒井町神皇車保存会
江戸時代後期の1824年（文政7年）に那古野神社天王祭の見舞車として作られたものを1887年（明治20年）に当時の筒井町（2013年現在の筒井一丁目）が購入したものである。神功皇后車の名で呼ばれていた時期もあった。屋根部分が朱色、水引幕が白、大幕が青と色彩が鮮やかな山車である。大幕正面には「筒井町」の町名が入る。
神皇車のからくりは、人形が山車の名の由来ともなった神功皇后人形・武内宿禰人形・面かぶり巫女人形・采振り人形の4体であり、神功皇后が戦に臨まれる際に現れた龍神が金玉を海上に投げ、波が静まったという故事に基づいた内容を演じるものである。巫女人形が鬼面を被り龍神に早変わりする様が見ものである。
1973年（昭和48年）に、神皇車は名古屋市の有形民俗文化財に指定された。
| 湯取車・筒井町内にて（2012年6月） |  | 転回中の湯取車（2013年6月） |
| 湯取車・筒井町内にて（2012年6月） |  | 転回中の湯取車（2013年6月） |

湯取車（ゆとりぐるま）
維持管理 - 湯取車保存会
江戸時代前期の1658年（万治元年）に名古屋東照宮の東照祭の山車として作られたものが1831年（天保2年）に当時の情妙寺前（2013年現在の筒井町4丁目）へ譲られたもので、名古屋に2012年時点で現存する山車で最も古い歴史を持っている。金箔塗りの鏡天井の屋根、彫刻が見事な高欄がある。また水引幕は昼と宵で異なるものを用いる。大幕正面には「筒井町」の町名が入る。
元々は湯取神子車（ゆとりかみこぐるま）という名であったが、西区比良地区に同名の山車があるため、市の有形民俗文化財指定に際して現在の名に改名したとされている。
湯取車のからくりは、人形が安倍晴明人形・巫女人形・太鼓人形・笛人形の4体であり、巫女による湯取り神事が演じられる。湯立を行う巫女が釜の中をかきまわすと、「湯の花」と呼ばれる白紙の紙吹雪が釜から吹き上がるシーンが見ものである。
1973年（昭和48年）に、湯取車は名古屋市の有形民俗文化財に指定された。

## 出来町天王祭
西之切（2013年現在の新出来一丁目）・中之切（2013年現在の出来三丁目）・東之切（2013年現在の古出来一丁目）の3須佐之男神社の祭礼である。各神社での神事を行った後、それぞれの町内所有の山車が無病息災や家内安全を祈り町内を奉曳する。山車はそれぞれの町内を回る他、「出会い」「答礼」など複数の山車でそれぞれのからくりの舞を披露する。また3両連合しての奉曳もある。宵の奉曳では、各山車に提燈が灯される。
出来町天王祭を行う地域は、ほぼ名古屋市立明倫小学校の学区とみることができる。明倫学区は2010年（平成22年）国勢調査によると、学区の面積は0.472km2、世帯数は2602世帯、人口は5490人である。明倫小学校の校舎西側壁面には、かつては出来町の山車3両が描かれていた。
伊勢門水『名古屋祭』によると、出来町祭は「創立は百五六十年も前の事」とされており、『名古屋祭』が記されたのが1910年（明治43年）であることから、江戸時代の寛延・宝暦年間頃にその始まりを有するということになる。
※明倫学区の記述にあたっては、『名古屋の町（大字）・丁目別人口（平成22年国勢調査）』行政区別統計表を参照した。

### 出来町天王祭の山車
| 鹿子神車・徳川園にて（2015年6月） |  | 出来町通を転回中の鹿子神車（2013年6月） |
| 鹿子神車・徳川園にて（2015年6月） |  | 出来町通を転回中の鹿子神車（2013年6月） |

鹿子神車（かしかじんしゃ）
維持管理 - 西之切奉賛会
江戸時代中期の1761年（宝暦11年）に作られたもので、1810年（文化7年）に当時の西之切（2013年現在の新出来一丁目）が譲り受けた。1987年（昭和62年）に大改修を行った。孔雀の総刺繍の水引幕は、下絵が森高雅（森玉僊）の筆によると伝えられている。大幕正面には「新出来町」の町名が入る。
鹿子神車のからくりは、人形が大将人形・中唐子人形・小唐子人形・麾振り人形の4体であり、小唐子人形が台の上で逆立ちして小太鼓を打ち鳴らし、中唐子人形が団扇太鼓を乱打しながら左右へ飛び走る様を見て、大将が軍配を高らかに振る様が演じられる。
鹿子神車は2011年現在で名古屋で唯一の楫方集団である「二番永田組」が本拠としており、山車の取り回しには定評がある。
1973年（昭和48年）に、鹿子神車は名古屋市の有形民俗文化財に指定された。
| 河水車・徳川園にて（2015年6月） |  | 東区新出来にて転回中の河水車（2013年6月） |
| 河水車・徳川園にて（2015年6月） |  | 東区新出来にて転回中の河水車（2013年6月） |

河水車（かすいしゃ）
維持管理 - 中之切奉賛会
江戸時代前期の1674年（延宝2年）に若宮八幡社の若宮祭の山車として作られたもので、太平洋戦争の戦災により山車「石橋車（しゃっきょうしゃ）」を失った当時の中之切（2013年現在の出来町三丁目）が1948年（昭和23年）に購入した。水引幕は石橋車に用いられていたものを1990年（平成2年）に復元したもので、唐獅子牡丹が金銀の糸で刺繍されている。大幕正面には「中之切」の町名が入る。
河水車のからくりは、人形が大将・獅子の唐子人形・中人形の唐子・麾振りの4体であり、能楽の「石橋」に由来する獅子舞が演じられる。獅子の唐子人形が首を上下させながら踊り、中人形の唐子が左右に走り動いて太鼓を打つ様子が見ものである。
1973年（昭和48年）に、河水車は名古屋市の有形民俗文化財に指定された。
| 王羲之車・徳川園にて（2015年6月） |  | 宵の奉曳に向け作業中の鹿子神車（2013年6月） |
| 王羲之車・徳川園にて（2015年6月） |  | 宵の奉曳に向け作業中の鹿子神車（2013年6月） |

王羲之車（おうぎししゃ）
維持管理 - お祭囃子保存会
江戸時代中期の寛保年間（1741年〜1744年）に作られたものを1805年（文化2年）に当時の東之切（2013年現在の古出来一丁目）が購入したが、太平洋戦争の戦災で焼失したため1948年（昭和23年）から5年がかりで再建されたもの。麒麟・鳳凰・亀・龍・虎の刺繍をあしらった水引幕を持つ。大幕正面には「古出来町」の町名が入る。
王羲之車のからくりは、人形が山車の名の由来ともなった王羲之大将人形・親木偶人形・子木偶人形・麾振り人形の4体であり、獅子頭をつけた子木偶が、軍配団扇を持った親木偶に手をかけ、逆立ちしをして獅子舞を演じるものである。人形の逆立ちは操作に高度な技術を要し、人形方の腕の見せ所である。また、王羲之車の人形囃子は他の山車で奏されるものと比較しても独特のものである。
1974年（昭和49年）に、王羲之車の人形囃子が名古屋市の無形民俗文化財に指定された。

## 徳川園山車揃え
2005年11月に徳川園の整備が完了し再開園したことにより、翌2006年（平成18年）の天王祭から開催されている。
筒井町・出来町の山車5両が徳川園内広場（徳川美術館・蓬左文庫・徳川園日本庭園部分に囲まれた入場無料地域）に揃い、それぞれのからくりの舞などを披露する。
5両の山車は1両ずつ徳川美術館正面入り口前に進んで披露を行う形を取るため、披露が終了した山車は次の山車にその位置を譲ることから、山車を操る主役の楫方（かじかた）の腕の見せどころともなる。楫方が山車の前輪を浮かせて方向を180度回転させる「どんでん」などが決まると、見物の観客からからくり披露の際にも勝る拍手歓声が上がる。

## ギャラリー
- 徳川園山車揃え
- からくり披露
- 鹿子神車水引幕
- 河水車水引幕
- 王羲之車水引幕
- 湯取車水引幕